# Кубареве
Ку́бареве — село в Україні, у Конотопському районі Сумської області. Населення становить 84 осіб. До 2018 орган місцевого самоврядування — Волокитинська сільська рада.

## Географія
Село Кубареве знаходиться на правому березі річки Есмань, нижче за течією примикає село Кочерги, а на протилежному березі — село Мацкове.

## Історія
12 червня 2020 року, відповідно до розпорядження Кабінету Міністрів України № 723-р «Про визначення адміністративних центрів та затвердження територій територіальних громад Сумської області», село увійшло до складу Путивльської міської громади.
19 липня 2020 року, в результаті адміністративно-територіальної реформи та ліквідації Путивльського району, увійшло до складу новоутвореного Конотопського району.

## Населення
Згідно з переписом УРСР 1989 року чисельність наявного населення села становила 107 осіб, з яких 36 чоловіків та 71 жінка.
За переписом населення України 2001 року в селі мешкали 84 особи.

### Мова
Розподіл населення за рідною мовою за даними перепису 2001 року:
| Мова       | Чисельність | Відсоток |
| ---------- | ----------- | -------- |
| українська | 73          | 86,9%    |
| російська  | 11          | 13,1%    |
| Усього     | 84          | 100%     |